# Science-Fiction-Jahr 1855
Übersicht

◄◄ | ◄ | 1851 | 1852 | 1853 | 1854 | Science-Fiction-Jahr 1855 | 1856 | 1857 | 1858 | 1859 | ► | ►►

Weitere Ereignisse

## Geboren
- Robert Cromie († 1907)
- Marie Ille († 1927)
- Hans von Wentzel († 1929)